# Conte di Kellie
Conte di Kellie è un titolo della Parìa di Scozia creato nel 1619 per sir Thomas Erskine, capitano della Guard and Groom of the Stool durante il regno di Giacomo VI. Prende nome dalla Baronia di Kellie a Fife, in Scozia.

## Storia
La contea di Kellie venne unita alla contea di Mar nel 1835 quando il XXVI conte di Mar divenne anche XI conte di Kellie. Alla morte di quel conte nel 1866, la contea di Kellie e le proprietà della famiglia passarono a Walter Erskine, cugino dell'ultimo conte ed ai suoi eredi maschi. Nel frattempo venne assunto che la contea di Mar fosse assegnata a John Francis Goodeve, nipote dell'ultimo conte e suo erede generale. Goodeve cambiò il cognome in Goodeve Erskine.
I conti di Kellie ad ogni modo inviarono una petizione alla Camera dei Lords chiedendo che la contea di Mar venisse assegnata a loro .Il XIII conte di Kellie infatti rinviò l petizione già inviata da suo padre e i Lords si decisero nel 1875 a determinare che la contea di Mar doveva appartenere propriamente ai conti di Kellie. Ad ogni modo, col sentore che questa decisione fosse errata, venne creato l’Earldom of Mar Restitution Act che stabilì che vi fossero due contee di Mar, una appartenente ai conti di Kellie e l'altra a John Goodeve Erskine (per ulteriori dettagli sulla vicenda vedi Conte di Mar).
I titoli sussidiari appartenenti ai conti di Mar e Kellie sono: Visconte di Fentoun o Fenton (creato nel 1606), Lord Erskine (1429) e Lord Erskine of Dirleton (1603), utilizzato quest'ultimo come titolo di cortesia dell'ultimo conte. Tutti i titoli sono inscritti nella Parìa di Scozia. Il conte ha il titolo ereditario di Castellano del Castello di Stirling.
La sede della famiglia è al Castello di Kellie presso Pittenweem, Fife.

## Conti di Kellie (1619)
- Sir Thomas Erskine, I conte di Kellie (1566–1639)
- Thomas Erskine, II conte di Kellie (m. 1643)
- Alexander Erskine, III conte di Kellie (m. 1677)
- Alexander Erskine, IV conte di Kellie (m. 1710)
- Alexander Erskine, V conte di Kellie (m. 1756)
- Thomas Alexander Erskine, VI conte di Kellie (1732–1781)
- Archibald Erskine, VII conte di Kellie (1736–1795)
- Charles Erskine, VIII conte di Kellie (1765–1799). Nel 1797 venne succeduto dai Baronetti Erskine di Cambo.
- Thomas Erskine, IX conte di Kellie (circa 1745–1828)
- Methven Erskine, X conte di Kellie (c. 1750–1829)
- John Francis Miller Erskine, XI conte di Kellie (1795–1866) (succedette alla contea di Kellie 1829, confermato IX/XXVI conte di Mar 1835)
- Walter Coningsby Erskine, XII conte di Kellie (1810–1872): (riconosciuto postumo X conte di Mar)
- Walter Henry Erskine, XIII conte di Kellie (1839–1888) (riconosciuto XI conte di Mar 1875)
- Walter John Francis Erskine, XII conte di Mar e XIV conte di Kellie (1865–1955)
- John Francis Hervey Erskine, XIII conte di Mar e XV conte di Kellie (1921–1993)
- James Thorne Erskine, XIV conte di Mar e XVI conte di Kellie (n. 1949)

L'erede presunto è l'attuale fratello del detentore del titolo, Alexander David Erskine, Master di Mar e Kellie (n. 1952).